# Eocenchrea costalis
Eocenchrea costalis är en insektsart som först beskrevs av Jacobi 1928.  Eocenchrea costalis ingår i släktet Eocenchrea och familjen Derbidae. Utöver nominatformen finns också underarten E. c. fusca.